# USS Rail (AM-26)
Pour les autres navires du même nom, voir Rail.
L’USS Rail (AM-26/AT-139/ATO-139) est un dragueur de mines de classe Lapwing (en) de l'United States Navy.

## Histoire

### Première Guerre mondiale
Affecté à l'océan Atlantique, le Rail quitte Bremerton le 25 juin 1918. Atteignant Key West, en Floride, le 11 août, il va à Norfolk, en Virginie, où il fait des opérations de déminage et des exercices d'entraînement en 1919. En mars de la même année, il navigue vers le nord jusqu'à Boston, puis vers l'est jusqu'à Inverness, en Écosse, où il rejoint le 20 avril le détachement de déminage de la mer du Nord. Huit jours plus tard, le détachement commence la première des sept opérations, qui, au cours de l'été, permettent d'éliminer le barrage établi par les États-Unis et la Royal Navy entre les Orcades et la côte de la Norvège pour bloquer l'entrée des navires allemands dans l'océan Atlantique.
Le 2 mai, le détachement terminé le premier balayage et installe à Kirkwall sa nouvelle base d'opérations pour les six autres balayages. Endommagé le 8 juillet et le 29 août par des mines, le Rail reste avec le détachement jusqu'à la fin de la 7e opération de balayage le 19 septembre. Le détachement se prépare alors  à retourner aux États-Unis. Le 15 octobre, le Rail et d'autres de sa classe quittent Davenport et, après plusieurs escales, sont à Tompkinsville, New York, le 20 novembre 1919.

### Entre-deux-guerres
Dans la semaine, le détachement de déminage de la mer du Nord est dissous et le Rail est déplacé vers le sud, à Norfolk, pour une révision. Puis, réaffecté à ses fonctions en mer du Nord, il retourne en Écosse en mars 1920 et opère depuis Rosyth en avril, mai et juin. Le 17 juin, il rentre.
Avec l'indicatif AM-26 le 17 juillet, le Rail reste actif au sein de l'United States Fleet Forces Command, après son retour. Basé à Norfolk, en Virginie, il effectue des exercices de balayage au large de la côte est des États-Unis et dans les Caraïbes, lors de déploiements annuels, jusqu'en 1925. À la mi-février 1925, il va dans l'océan Pacifique. Jusqu'au 12 mars, il participe au Fleet Problem V, puis en juin opère dans les eaux hawaïennes. Le 8 juin, il revient dans l'océan Atlantique pour poursuivre son programme d'exploitation précédent, passant chaque année plusieurs mois dans les Caraïbes, tout au long de la décennie. En 1932, il est à nouveau dans le Pacifique.
Passant par le canal de Panama en février, il va jusqu'à San Francisco et, en 1934, mène des exercices d'entraînement et participe à des manœuvres au large de la côte ouest des États-Unis. Le 9 avril 1934, il quitte San Francisco et retourne sur la côte est des États-Unis par le canal de Panama pour participer à la fin de l'année au  XVI.
Après de brèves opérations hors de Pearl Harbor, le Rail va à San Diego, en Californie, en juin 1935. Il y séjourne pendant près de trois ans, et part une seule fois vers l'ouest, à Pearl Harbor pour le Fleet Problem XVIII au printemps 1937. Fin décembre 1938, il va vers le sud jusqu'à la zone du canal de Panama pendant quatre mois et retourne à San Diego en mai 1939. Il est transféré à Pearl Harbor onze mois plus tard.

### Seconde Guerre mondiale
Le 7 décembre 1941, le Rail est amarré au Coal Dock à Pearl Harbor. Quelques minutes après le début de l'attaque japonaise, son équipage réplique avec des mitrailleuses Browning M2. Les manœuvres de sauvetage se font rapidement, mais peu de temps après midi elles sont interrompues pour des opérations de mitraillage dans le chenal Nord. Le 8, il reprend les opérations de sauvetage et les poursuit jusqu'au 21. De ce jour au 19 janvier 1942, il subit des réparations de moteur ; puis, trois jours plus tard, il est détaché de Pearl Harbor en tant qu'escorte d'un navire à destination de l'atoll Johnston.
Reclassifié en tant que remorqueur océanique AT-139 le 1er juin 1942, le Rail reste dans la région hawaïenne, servant à la patrouille de lutte anti-sous-marine et effectue des opérations de dragage de mines expérimentales en plus des missions de sauvetage et de remorquage.
Le 26 janvier 1943, le Rail avec deux barges en remorque se dirige vers les Samoa. Arrivé le 11 février, il poursuit sa route vers Nouméa et les Nouvelles-Hébrides. En mars, il va aux îles Salomon pour participer à l'offensive des îles Russell et, au cours de la bataille de Nouvelle-Géorgie, distribue de l'essence, du pétrole et des barges de munitions ; il remorque des navires militaires et marchands endommagés à Tulagi pour les réparer.
À la mi-septembre, le Rail retourne à Nouméa et assume des fonctions de remorquage en Nouvelle-Calédonie. Assigné un remorquage aux Nouvelles-Hébrides début janvier 1944, il passe la seconde moitié du mois pour être en Nouvelle-Zélande et en février reprend les opérations de remorquage à partir d'Espiritu Santo.
Le 15 mai 1944, le Rail a pour nouvel indicatif ATO-139. Le 1er juin, il quitte la région des Salomon et des Nouvelles-Hébrides et part en Nouvelle-Guinée. Arrivée dans la baie de Milne le 4, il opère jusqu'à Biak pendant l'été. En octobre, il se rend à Cairns, en Australie, puis reprend ses opérations le long de la côte de la Nouvelle-Guinée, dans les îles de l'Amirauté et, en novembre, dans les Moluques. Fin novembre et début décembre, il remorque des barges à Leyte, aux Philippines. Puis, vers la fin de l'année, il quitte Manus avec la force d'attaque de Luçon.
Le 5 janvier 1945, le Rail transite par le détroit de Surigao. Le 7, il entre dans la mer de Chine méridionale où des avions japonais tentent de renverser la force alliée. Le 9, les navires entrent dans le golfe de Lingayen, le Rail s'installe pour fournir de l'aide en cas de besoin. Jusqu'au 18, il fournit des services de remorquage à Lingayen. Le 14, après avoir terminé une inspection du renseignement et de sauvetage de Yu 3, un sous-marin japonais coulé, il poursuit les opérations de sauvetage à Lingayen du 15 au 18, puis va vers le sud avec le LST-610 en remorque à Leyte, d'où il retourne à Luçon pour l'opération "Mike VII", l'assaut contre la province de Zambales à la fin du mois. Sans opposition dans la région de San Antonio, il se déplace vers Fort Wint et la base navale de Subic Bay, aide le Cavalier et retourne à Leyte, arrivant dans la baie de San Pedro le 4 février.
Deux semaines plus tard, le remorqueur retourne en Nouvelle-Guinée, subit une révision à Hollandia et, fin avril, amène plus de barges aux Philippines. Arrivé à Leyte le 1er mai, il reste aux Philippines, opérant principalement dans les régions de Samar, Leyte et Luçon, jusqu'à la mi-décembre.
Le 26, il quitte Guiuan et arrive à San Francisco le 5 février 1946 pour commencer le désarmement. Désarmé le 29 avril 1946, le Rail est déclassé par la Commission maritime pour la démolition le 17 janvier 1947.

## Distinctions
Le Rail reçoit six Battle stars pendant la Seconde Guerre mondiale.